# Vladimir Orlando Cardoso de Araújo Filho
Vladimir Orlando Cardoso de Araújo Filho, kurz auch Vladimir, (* 16. Juli 1989 in Bahia) ist ein brasilianischer Fußballtorwart.

## Karriere
Vladimir begann seine Karriere 2003 in der Jugendklasse des FC Santos. 2009 stieg er in die Profi-Liga auf. Am 18. September 2009 unterschrieb er einen Vertrag auf Leihbasis bei Fortaleza EC. Dort kam er nie zum Einsatz, da er nur dritter Torwart war. Am 2. Februar 2011 debütierte er in der ersten Liga beim 2:2 im Spiel gegen AA Ponte Preta, er wurde gegen Anderson Carvalho ausgetauscht. Sein erstes komplettes Spiel absolvierte er drei Tage später beim Spiel gegen EC Santo André. Vladimir konnte mit Santos mit der Copa Libertadores 2011 den größten Titel im südamerikanischen Fußball gewinnen (ohne Einsatz, fünfmal auf der Bank), kam bei dem Klub aber über die Rolle eines Reservetorwarts nicht hinaus. Zur Saison 2019 wurde Vladimir an den Avaí FC ausgeliehen. Im Juli 2021 wechselte er dann fest zu dem Klub. Bei Avaí blieb er bis zum Ende der Série A 2022. Hier belegte der Klub den 19. Platz und musste absteigen. Durch eine Rückkehr zum FC Santos, konnte Vladimir aber weiterhin am Spielbetrieb der Série A teilnehmen. Bei den Heiligen erhielt er einen Kontrakt über zwei Jahre.

## Erfolge
FC Santos
- Staatsmeisterschaft von São Paulo: 2010, 2011, 2012, 2015, 2016
- Copa do Brasil: 2010
- Copa Libertadores: 2011
- Recopa Sudamericana: 2012

Avaí
- Staatsmeisterschaft von Santa Catarina: 2019